# Borstbandlijstergaai
De borstbandlijstergaai (Pterorhinus pectoralis synoniem: Garrulax pectoralis) is een zangvogel uit de familie Leiothrichidae.

## Verspreiding en leefgebied
Deze soort komt voor van de Himalaya tot Vietnam en telt vijf ondersoorten:
- P. p. pectoralis: van Nepal tot oostelijk Bangladesh en centraal Myanmar.
- P. p. subfusus: zuidoostelijk Myanmar, noordelijk en westelijk Thailand en noordwestelijk Laos.
- P. p. robini: zuidelijk China, noordoostelijk Laos en noordelijk Vietnam.
- P. p. picticollis: oostelijk China.
- P. p. semitorquatus: Hainan (nabij zuidoostelijk China).

## Status
De grootte van de populatie is niet gekwantificeerd maar de soort wordt omschreven als algemeen in een groot deel van zijn verspreidingsgebied. Op de Rode lijst van de IUCN heeft deze soort de status niet bedreigd.